# Без алібі
Без алібі (англ. No Alibi) — трилер 2000 року.

## Сюжет
Коли енергійний молодий бізнесмен Боб позичив свій автомобіль молодшому брату Філу, він не знав, що Філ використовує автомобіль при крадіжці партії відеомагнітофонів. А Філ не знав, що в цих відеомагнітофонах заховані два з половиною мільйони наркодоларів, відмитих запеклим бандитом і вбивцею Віктором, і що той записав номер автівки. Через кілька днів на одній зі світських вечірок Боб знайомиться з чарівною француженкою Каміллою. А незабаром на околиці міста виявляють труп Філа. Вражений горем Боб призначає нагороду в 50 тисяч доларів тому, хто допоможе йому знайти вбивцю брата. Шукаючи розради в обіймах Камілли, Боб і не підозрює, що потрібна йому людина перебуває поруч, і що, покохавши Каміллу, він підписав собі смертний вирок.

## У ролях
| Актор             | Роль                           |
| ----------------- | ------------------------------ |
| Дін Кейн          | Боб Вейленц                    |
| Лекса Дойг        | Камілла                        |
| Ерік Робертс      | Віктор Геддок / Стенлі Джойнер |
| Пітер Стеббінгс   | Філ Вейленц                    |
| Річард Шевольє    | Пол, поліцейський              |
| Мелісса Дімарко   | Стелла, подруга Філа           |
| Річард Земан      | Лу Мерфі, бармен               |
| Террі Сімпсон     | Ірв Гольдштейн                 |
| Френк Скорпіон    | Гаррі Клейтон                  |
| Патриція МакКензі | Дороті, подруга Пола           |